# Tribunal Administrativo del Deporte
El Tribunal Administrativo del Deporte (TAD) es un órgano colegiado de España dedicado a velar, en última instancia administrativa, por todas las cuestiones de derecho deportivo.
Está adscrito al Consejo Superior de Deportes, si bien actúa con independencia de éste. Se creó en 2014 asumiendo las funciones del Comité Español de Disciplina Deportiva y la Junta de Garantías Electorales.

## Composición
A fecha 7 de abril de 2019 estaba compuesto por:[cita requerida]
| Miembro                      | Dedicación |
| ---------------------------- | --- |
| María Lidia García Fernández | Miembro del Centro de Estudios Cooperativos de la Universidad de Santiago de Compostela                                                          |
| Manuel Delgado               | Letrado de las Cortes |
| Koldo Irurzun Ugalde         | Profesor de Derecho del Trabajo en la Universidad del País Vasco                                                                                 |
| Cristina Pedrosa Leis        | Abogada del despacho Aristeia Abogados |
| Julián Espartero Casado      | Profesor titular de la Facultad de Ciencias de la Actividad Física y del Deporte de la Universidad de León                                       |
| Jesús Avezuela Cárcel        | Director general en la Fundación Pablo VI Letrado del Consejo de Estado Profesor de Derecho Administrativo en el Centro Universitario Villanueva |
| Rosario de Vicente           | Catedrática de Derecho Penal en la Universidad de Castilla-La Mancha Doctora en Derecho por la Universidad de Salamanca                          |